# Raymond Derville
Raymond Derville, né le 27 février 1914 à Roubaix (Nord) et mort pour la France le 13 avril 1943 à Spas-Demensk (Russie), était un aviateur militaire français. Durant la Seconde Guerre mondiale, il fut volontaire de la France libre pour servir avec le Régiment de chasse Normandie-Niémen en Union soviétique, où il a trouvé la mort.

## Biographie
Passionné d'aviation, le jeune Raymond Derville obtient son brevet de pilote civil en 1935 (aéro-club Ronchin - Lille) puis son brevet militaire à la base d'Istres la même année. A la fin de son engagement dans l'Armée de l'air, il retourne dans la vie civile.
A la déclaration de guerre, officier de réserve, il ne conçoit pas la défaite et rejoint St-Jean-de-Luz pour rejoindre l'Angleterre en bateau. Il s'engage dans les Forces Aériennes Françaises Libres (FAFL) le 28 juin 1940. Après une formation au sein de la RAF, il est envoyé en Libye au sein du Groupe de chasse no 1 (Groupe "Alsace") où il combat à bord d'Hurricanes.
En mai 1942, il est volontaire pour partir en URSS épauler les russes contre les allemands au sein du groupe de chasse no 3 français Normandie (qui deviendra en 1945 le Normandie-Niemen). Il rejoint Rayak au Liban puis la région de Spas-Demensk (à 250 km environ au sud-ouest de Moscou). Il est formé sur Yak-7 (avion biplace) puis vole sur Yak-1b. Cet avion, dénommé le "moujick des airs", était de conception et d'utilisation très robustes. Il supportait relativement facilement les dures conditions climatiques russes.
Le 13 avril 1943, lors d'un combat contre des chasseurs FW190 allemands, le lieutenant Derville abat un ennemi en collaboration avec ses camarades l'aspirant Marcel Bizien et le lieutenant André Poznanski mais il est abattu ainsi que ses amis. Il se crashe derrière les lignes allemandes. Il semblerait qu'il ait été fait prisonnier et fusillé. Les ordres du Maréchal Keitel étaient que les français capturés les armes à la main seraient considérés comme des francs-tireurs (non militaires) donc fusillés.
La date exacte de sa mort est incertaine. Le lieu de sa sépulture est malheureusement inconnu.

## Décorations
- Chevalier de la Légion d'honneur[réf. souhaitée]
- Croix de guerre 1939–1945  (avec 2 palmes)
- Médaille de la Résistance française
- Médaille coloniale  (avec agraphe Libye)